# August Brey

August Brey

August Brey (* 1. August 1864 in Gelnhausen; † 28. Juli 1937 in Ronnenberg) war ein deutscher Politiker der SPD.

## Leben und Beruf
Nach dem Besuch der Volksschule in Gelnhausen absolvierte Brey, der evangelischen Glaubens war, von 1878 bis 1881 eine Schuhmacherlehre in Frankfurt am Main. Anschließend arbeitete er bis 1892 in diesem Beruf. Wegen seines politischen Engagements wurde er mehrfach entlassen. 1890 übernahm er den Vorsitz des Verbandes der Fabrik-, Land-, Hülfsarbeiter und Arbeiterinnen Deutschlands und wurde 1892 Redakteur der Verbandszeitung Der Proletarier. 1931 legte er den Verbandsvorsitz aus Altersgründen nieder.
Nach Brey ist die August-Brey-Straße in Gelnhausen benannt.

## Partei
Brey war seit 1885 Mitglied der SPD. 1906 wurde er zum Vorsitzenden der Landesorganisation für die Provinz Hannover gewählt.

## Abgeordneter
Dem Reichstag des Kaiserreiches gehörte Brey von 1906 bis 1918 für den Wahlkreis Hannover 8 (Hannover-Linden) an.  Bei der Nachwahl 1906, der sozialdemokratische Abgeordnete Heinrich Meister war verstorben, wurde Brey als innerparteilicher Kompromisskandidat aufgestellt, nachdem sich der Parteivorstand, der Karl Liebknecht durchsetzen wollte, und die örtliche Gliederung, die Emil Rauch präferierte, zunächst nicht auf einen Kandidaten hatten einigen können. 1919/20 war er Mitglied der Weimarer Nationalversammlung. Anschließend war er bis Juli 1932 erneut Reichstagsabgeordneter. Seit 1919 gehörte Brey zudem dem Preußischen Landtag an.